# رمسيس الثالث
وسر-ماعت-رع-مري-إمن (المعروف باسم رمسيس الثالث أو رعمسيس الثالث) كان ثاني ملوك الأسرة العشرين في مصر القديمة. يعتقد أنه حكم من 1186 إلى 1155 قبل الميلاد، وينظر إليه باعتباره آخر ملك عظيم في المملكة الحديثة يمارس سلطة كبيرة على كامل مصر. شهد عهده الطويل تراجع القوة السياسية والاقتصادية المصرية، ويرجع ذلك لسلسلة من الغزوات والمشكلات الاقتصادية الداخلية التي ابتلي بها أيضًا سابقوه. كما وصف بأنه «الفرعون المحارب» بسبب استراتيجياته العسكرية القوية. تمكن رمسيس من هزم الغزاة المعروفين باسم "شعوب البحر"، الذين تسببوا في تدمير الحضارات والإمبراطوريات الأخرى المجاورة. كان قادرا على إنقاذ مصر من الانهيار في الوقت الذي سقطت فيه العديد من الإمبراطوريات خلال انهيار العصر البرونزي. ومع ذلك، فإن الأضرار التي سببتها الغزوات أدت إلى إضعاف مصر.
كان رمسيس الثالث ابن ست ناختي والملكة تي مرن إسي. اغتيل رمسيس في مؤامرة بقيادة واحدة من زوجاته الثانوية (تيي)، وابنهما بينتاور، ومجموعة من كبار المسؤولين.

## أسماؤه
رمسيس الثالث له اسمان رئيسيان، يظهران إلى اليسار، ويكتبان بالعربية كالتالي: وسر-معت-رع-مري-إمن، رع-مس-س-هيكاع-إوُنو. ويعني «القوي بماعت ورع، محبوب آمون، حمله رع، حاكم أون».

## فترة الحكم

### السياسية الداخلية
ابن الملك ست ناختي وزوج الملكة إيزيس، خلال ثلاثين عاماً من حكمه واصل ما بدأه والده في السنوات السابقة لحكمه، وذلك بهدف وضع حد للفوضى بعد وفاة (ست ناختي). اهتم رمسيس الثالث بإعادة تنظيم الإدارة وتوقيع اتفاقيات للسلام، وإعادة العبادة على الطريق الصحيح، والفساد الذي كان يفكك البلاد. هذا الإصلاح تم عن طريق التقسيم الإداري إلى طبقات: مسئولون البلاط ومسئولون المحافظات والعسكريون والعمال.
تعافي اقتصاد البلاد بسرعة بفضل الضرائب الضخمة التي وصلت من المدن النوبية والأسيوية ودخلت التجارة الخارجية مرحلة حيوية كاملة، وصولاً إلى الأراضي المصرية (وخاصة بلاد بونت) منتجات أنيقة وباهظة الثمن وكان عليها إقبال شديد من قبل المجتمع. هذا التطور والتنمية الاقتصادية بفرض التعافي من حُمى البناء وارتفاع المعابد الجديدة واثراء الموجودة والقائمة.

### السياسية الخارجية
في عهد رمسيس الثالث اختفت الإمبراطورية الحيثية والكيانات السياسية الأخرى الأقل أهمية، وقد تأثرت كل الشرق الأدني، ولكن دون التدخل الحازم من رمسيس الثالث ومصر فقدت سيادتها كما في عهد الهكسوس. وركز رمسيس الثالث على استعادة الهيمنة المصرية في السياسية الخارجية كما كان في السابق. الموقف المعقد الذي كانت تعيشه آسيا، كان يتطلب رد قوى من الجانب المصري: شعوب البحر انتهوا مع المملكة الحثية وأيضاً احتلت قبرص وبلاد نارينا. وتلقت المقاطعة المصرية لدى كنعان غارات مستمرة من هؤلاء الغزاة، والتي يمكن أن تصل إلى مصر نفسها.
وفي خلال السنوات الأولي من حكمه، تلقت منطقة دلتا النيل زيادة في عدد المهاجرين إليها بسبب البحث عن حياة أفضل. وكان رمسيس الثالث يواجه مجموعتين من الشعوب الهندوأوروبية الذين توجهوا إلى الدلتا. في السنة الثامنة من حكمه، غزت شعوب البحر مثل بيليست ودين ين وشردان والمشواش من البحر، وغزت تيكر مصر عن طريق البر والبحر. وقد هزمهم رمسيس الثالث في معركتين كبيرتين برية وبحرية. على الرغم مما أطلق عليهم المصريون بأنهم بحارة فقراء، إلا أنهم قاتلوا بعناد. واصطف رعمسيس على الشواطئ بصفوف من الرماة الذين استمروا في إلقاء وابل مستمر من السهام في سفن العدو عندما حاولوا الهبوط على ضفاف النيل. بعدها هاجمت البحرية المصرية باستخدام خطافات الاشتباك لسحب سفن العدو. في القتال الوحشي اليدوي الذي أعقب ذلك هُزمت شعوب البحر تمامًا. وبجانب تعزيز الحدود الفلسطينية كان كافياً لتجنب الغزو من شعوب البحر. وبالكاد قد تعافت مصر واتجهت بنفس المصير إلى الإمبراطورية الحيثية. حيث انسحاب شعوب البحر شجع رمسيس الثالث لاستعادة السيطرة على الاستعمار الآسيوي التي اضطلع بها أسلافه. وتم استرداد سوريا جزيئاً وأربع مدن محصنة وشملت مناطق بالفرات، ولكن فرحة النصر استمرت قليلاً حيث أنه وبعد عدة سنوات فَقدت أرض كنعان إلى الأبد.
أيضاً كانت الحدود الليبية خطرة في أعقاب تنظيم السكان الليبيين الرُحل الذين يعيشون في تلك المنطقة. في السنة الحادية عشر من حكمه، حرص الجيش الليبي على الاستقرار في الأراضي المصرية الخصبة، حيث اتجهوا إلى ممفيس، وبالقرب من المدينة وقعت المعركة، وانتصر الفرعون، وكانت أعداد الأسرى كبيرة، وقُدموا كالعبيد إلى المعابد. وبمجرد قمع هذا الخطر الشرقي، ذهب رمسيس تجاه ليبيا حيث كان يوجد تمرد هناك، ربما بدافع فرض الأمير الذي تلقي تعليمه في المحكمة المصرية. وهُزمت القوات الليبية، وحصل الفرعون على الكثير من الأسرى.

### معاركه
معركة دجي: في عهده تجددت أخطار شعوب البحر الذين هاجموا مصر ولكن رمسيس الثالث استطاع هزيمة قواتهم البرية عند مدينة رفح وانتصر على سفنهم الكبيرة عند مصب النيل الغربي وبهذا استطاع أن يبعد خطرا لا يقل أهمية عن الهكسوس.
معركة الدلتا: طمع الليبيون في عهده في الاستيلاء على مصر لكن رمسيس الثالث هزمهم بالقرب من وادى النطرون.
تصف إحدى البرديات ما فعله رمسيس الثالث بالأعداء:
«جلالته قد انقض عليهم كلهيب النار المنتشر في هشيم كثيف فأُلقُوا على الأرض غارقين في دمائهم واقْتِيدَ كل من بقي منهم حيا أسيرا إلى مصر.»

### برديةهاريسالأولي (المنح والبعثات)

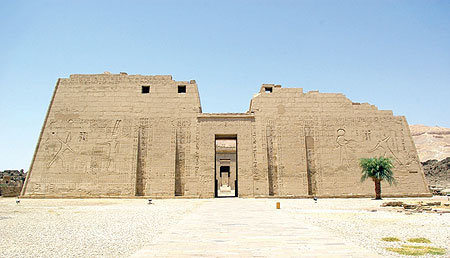
معبد رمسيس الثالث بمدينة هابو

- بردية هاريس الكبرى أو بردية هاريس الأولى، التي أمر بكتابتها ابنه وخليفته المختار رمسيس الرابع، تؤرخ عطايا هذا الملك الهائلة من الأراضي والتماثيل الذهبية والمنشآت الهائلة لمختلف معابد مصر في پي‌ رمسيس وأون ومنف وأثريبيس وهرموپوليس وثيس وأبيدوس وكوپتوس والكاب والمدن الأخرى في النوبة وسوريا. كما تسجل أن الملك أرسل بعثة تجارية إلى بلاد پونت وقام باستخراج النحاس من مناجمه في تيمنا في جنوب كنعان.. والأبرز من ذلك، أن رمسيس بدأ إعادة بناء معبد خونسو في الكرنك من قواعد معبد سابق بناه أمنحوتپ الثالث وأكمل معبد مدينة هابو حوالي السنة الثانية عشر من عهده، وقد زينت جدران معبد مدينة هابو بمشاهد من معاركه البحرية والبرية ضد شعوب البحر.

### إنشاءات رمسيس الثالث

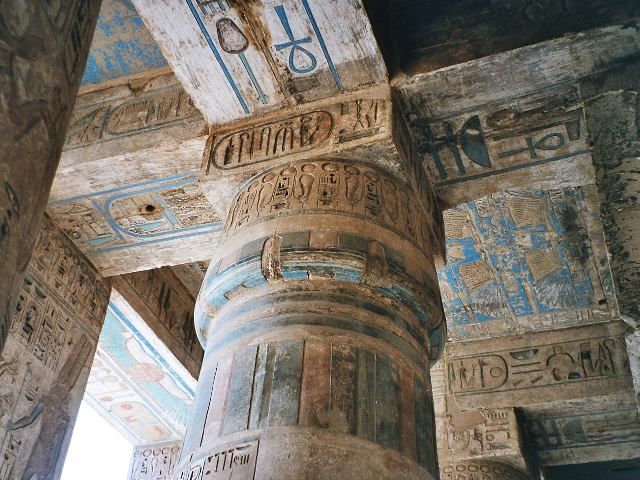
معبد رمسيس الثالث في مدينة هابو من الداخل.

- أصدر أوامره لبناء ملحقات هامة في المعابد بالأقصر والكرنك، وكذلك المعبد الجنائزي والمجمع الإداري في مدينة هابو، التي تعد من بين الأكبر والأفضل في الحفاظ على مصر. حالة الارتياب في عهد رمسيس الثالث كانت حاضرة في التحصينات الكبيرة التي بنيت لحمايته، ولا يوجد معبد مصري يقع في وسط مصر قد اجتيح سابقاً. هناك دُفن وفقاً للأسطورة أعضاء نشأة الكون (هيرموبوليتانا)، الذين تلقوا العبادة حتى وصول الأباطرة الرومان.
- مقبرته (KV11) هي أحد أكبر المقابر في وادى الملوك (باب الملوك)، وهي أنيقة جداً، وهي من المشاهد المخلصة والوفية للفن المصري التقليدي.

### الإضراب في دير المدينة
المجتمع العامل في المقابر الملكية (تقع في ما يعرف بدير المدينة) تطورت ثلاث إضرابات في عهد رمسيس الثالث، وكانت هذه الإضرابات الأولي الموثقة في تاريخ البشرية، والبعض منها في بردية محفوظة حالياً في المتحف المصري بتورينو. وقد ظهرت الإضرابات بسبب تأخير الحصص الغذائية (في مصر لم يصك العملة حتي الأسرة الثلاثين، في القرن الرابع قبل الميلاد) التي كانت جزءاً من رواتب العمال.
تحملوا العمال أكثر من عشرين يوماً بدون تلقي القوت لأن حاكم مدينة طيبة الشرقية وأتباعه اعترضوا الشحنة قبل أن تصل إليهم، وبعد أربعة أشهر، تجدد الصراع، وكان تسليم الأغذية تم تأجيله مرة أخرى ثمانية عشر يوماً، والعمال اضطروا إلى المطالبة بما كان لهم. لكن تلقوا اغذية غير كافية. ولذلك توقفوا عن العمل، وذهبوا إلى معبد تحتمس الثالث في مدينة هابو، حيث قدموا شكواهم، والتي تطالب بإبلاغ الملك نفسه وأعلامه بهذا «نحن جائعون وقد امضى ثمانية عشر يوماً من هذا الشهر.... جئنا هنا ويقودنا الجوع والعطش، ليس لدينا الملابس أو الزيت أو الخضراوات. اكتبوا هذا إلى الفرعون (سيدنا الأعلى) والوزير (رئيسنا) واطلبوا منه أن يعطينا معيشتنا» كان الكهنة تًحمل المفاوضات الجادة والشاقة والإضرابات المتقطعة، وعلي الرغم من أنه ليس معروفاً علي وجه اليقين ما نتيجة الوضع، لا يعرفون أن من تلك اللحظة زادت السرقات في المقبرة.

## المؤامرات
السكينة والهدوء كانوا إحباط المؤامرات التي واجهت الفرعون في الفترة الأخيرة من حياته، حاول وزير بلدة أتريب أن ينهى حياته، لكن تمكن رمسيس الثالث من النجاة بأمان وسلامة.
الزوجة الثانية (تيا) حاولت مرة أخرى لإعادة ابنها إلي خط العرش، وعلي الرغم من وجود دعم من كبار المسؤولين البلاط الملكي، يبدو أن المؤامرة قد فشلت لأنه اكتشف في أخر لحظة وتم القاء القبض علي المتآمرين وتقديمهم إلي العدالة وبعد فترة وجيزة مات رمسيس الثالث، وترك عرش مصر في حالة من الضعف الكبير وتردد أن وفاته كانت بسبب المتآمرين عليه، وفقاً لأبحاث أُجريت مؤخراً، حيث أن يظهر أدلة عنف علي المومياء الخاصة به: وجود لجرح ذبحى. رمسيس الرابع (ابن الملك رمسيس الثالث من الملكة إيزيس) تولي الحكم خلف رمسيس الثالث بعد مقتله وقرر إغلاق هذا الموضوع بسبب التتويج واعلن العفو العام ولكنه فشل في وقف التدهور السلطة الملكية.

## دراسة جينية
في ديسمبر 2012، وجدت دراسة وراثية أجراها نفس الباحثين الذين فكو شيفرة الملك رمسيس الثالث، أنه ينتمي إلى الهابلوغروب E-M2 والتي تُعرف أيضًا بالهابلوغروب E1b1a.

## معرض صور

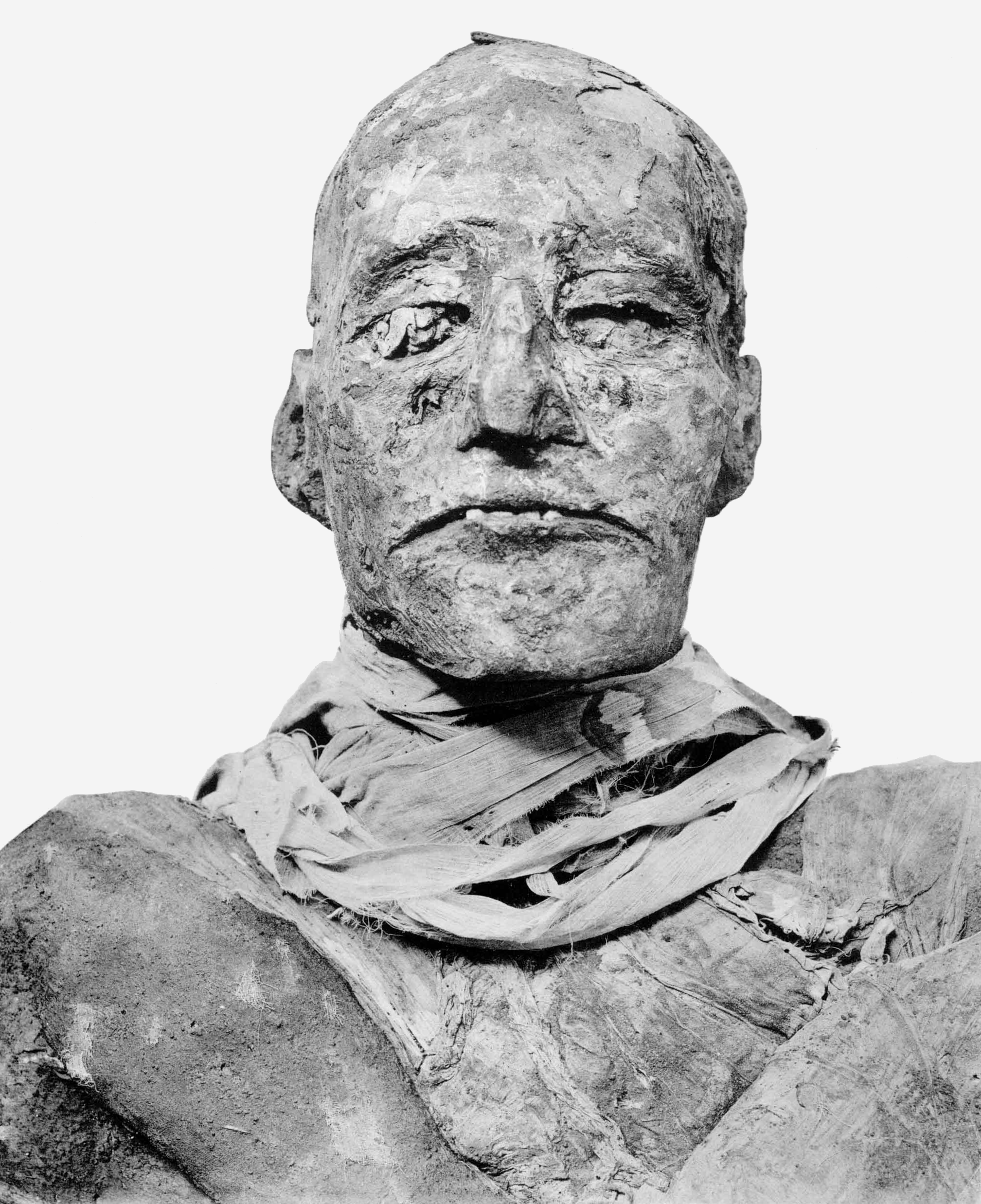
مومياء الملك رمسيس الثالث